# Gare de Stonebridge Park
La gare de Stonebridge Park (en anglais : Stonebridge Park railway station), est une gare ferroviaire de la Watford DC line (en), en zone 3 Travelcard. Elle  est située sur la North Circular Road à Stonebridge, dans le borough londonien de Brent, sur le territoire du Grand Londres.
C'est une gare Network Rail desservie par des trains London Overground de Transport for London. Elle est en correspondance avec la station Stonebridge Park de la ligne Bakerloo dont les rames utilisent les mêmes voies et quais.

## Situation ferroviaire
La gare de Stonebridge Park est établie sur la Watford DC line (en) entre les gares de Wembley Central, en direction de Watford Jonction s'intercale le Stonebridge Park Depot, et WHarlesden, en direction de Londres-Euston. Elle dispose de deux quais latéraux, numérotés 1 et 2, qui encadrent les deux voies de la ligne.

Plans : de la ligne, du réseau Overground et des transports à Londres
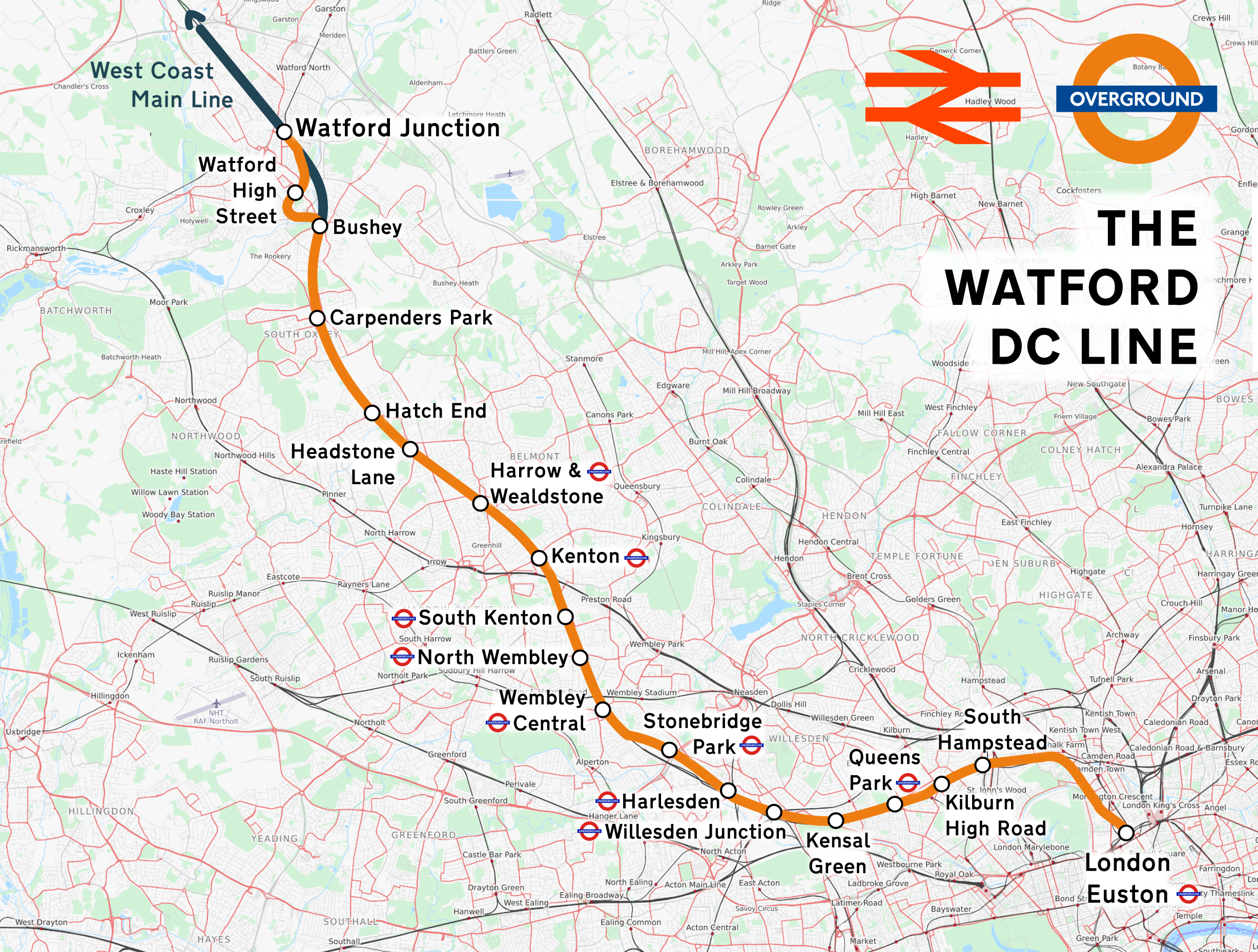
Watford DC line.
Réseau Overground.
Réseaux de Londres.

## Histoire
La gare de Stonebridge Park est mise en service le 15 juin 1912

## Service des voyageurs

### Accueil
La gare utilise l'entrée principale, commune avec la station, la North Circular Road à Stonebridge.

### Desserte
Stonebridge Park est desservie par des trains London Overground circulant sur la relation Watford Junction - Euston.

Installations et desserte
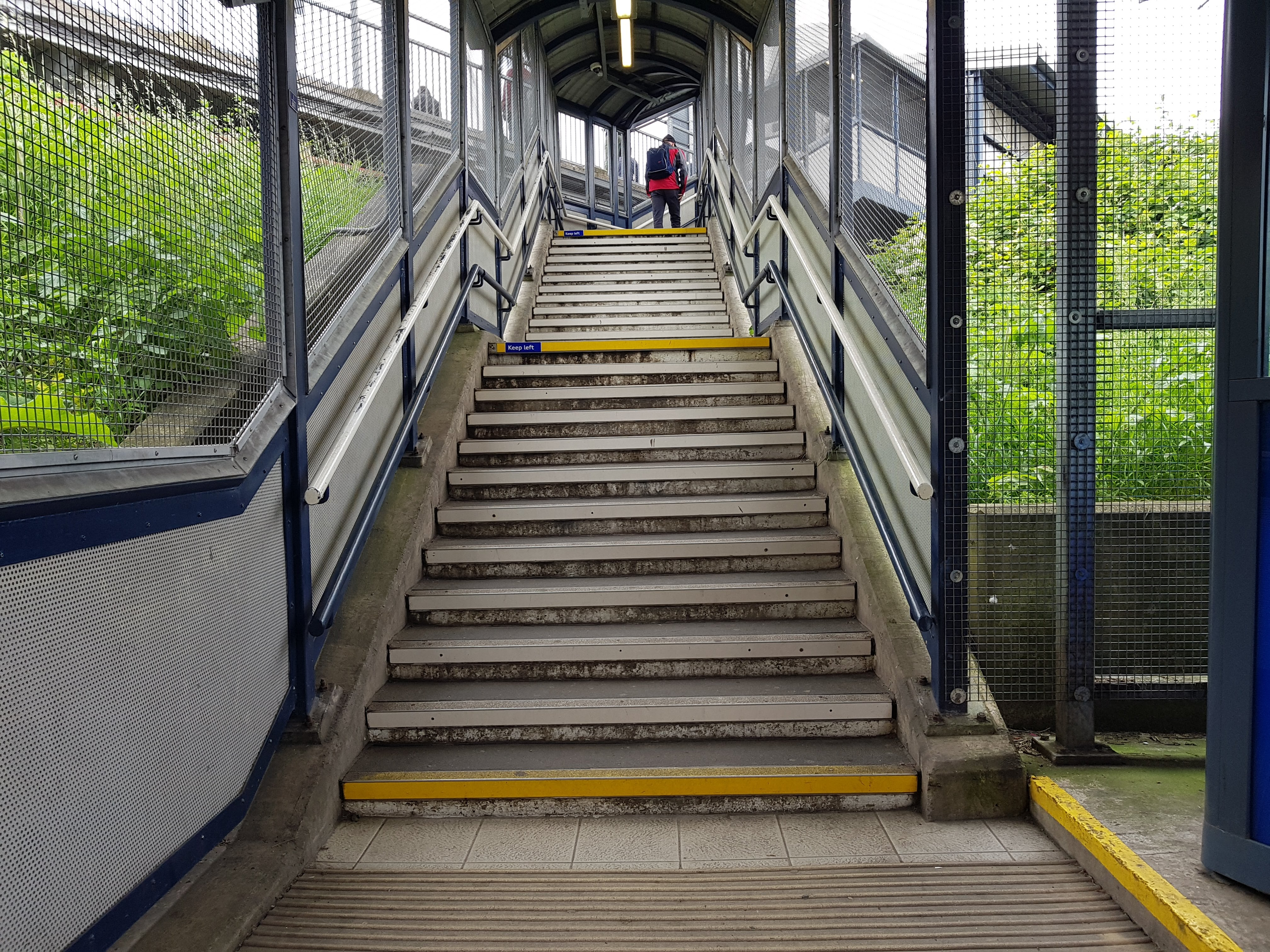
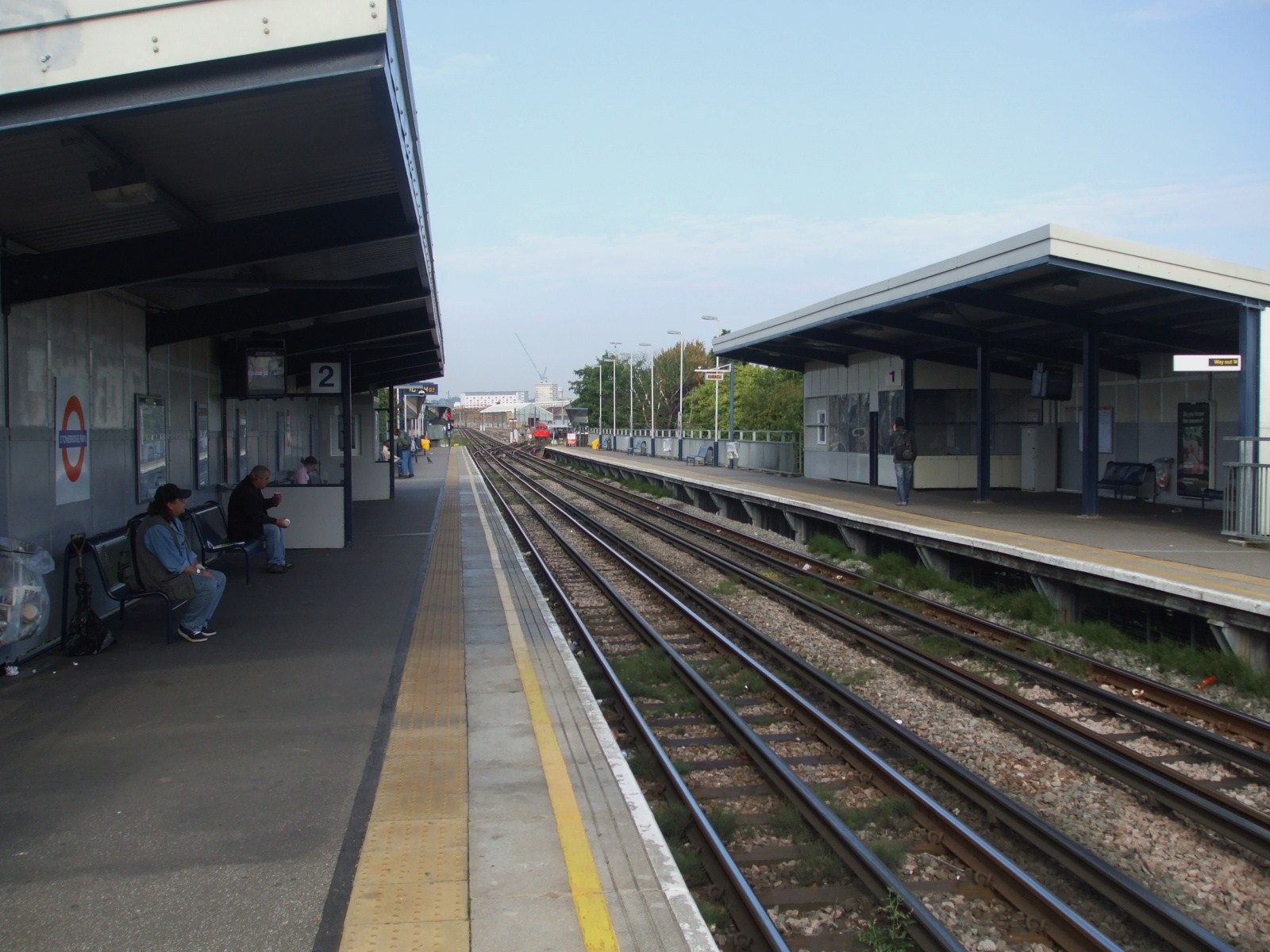
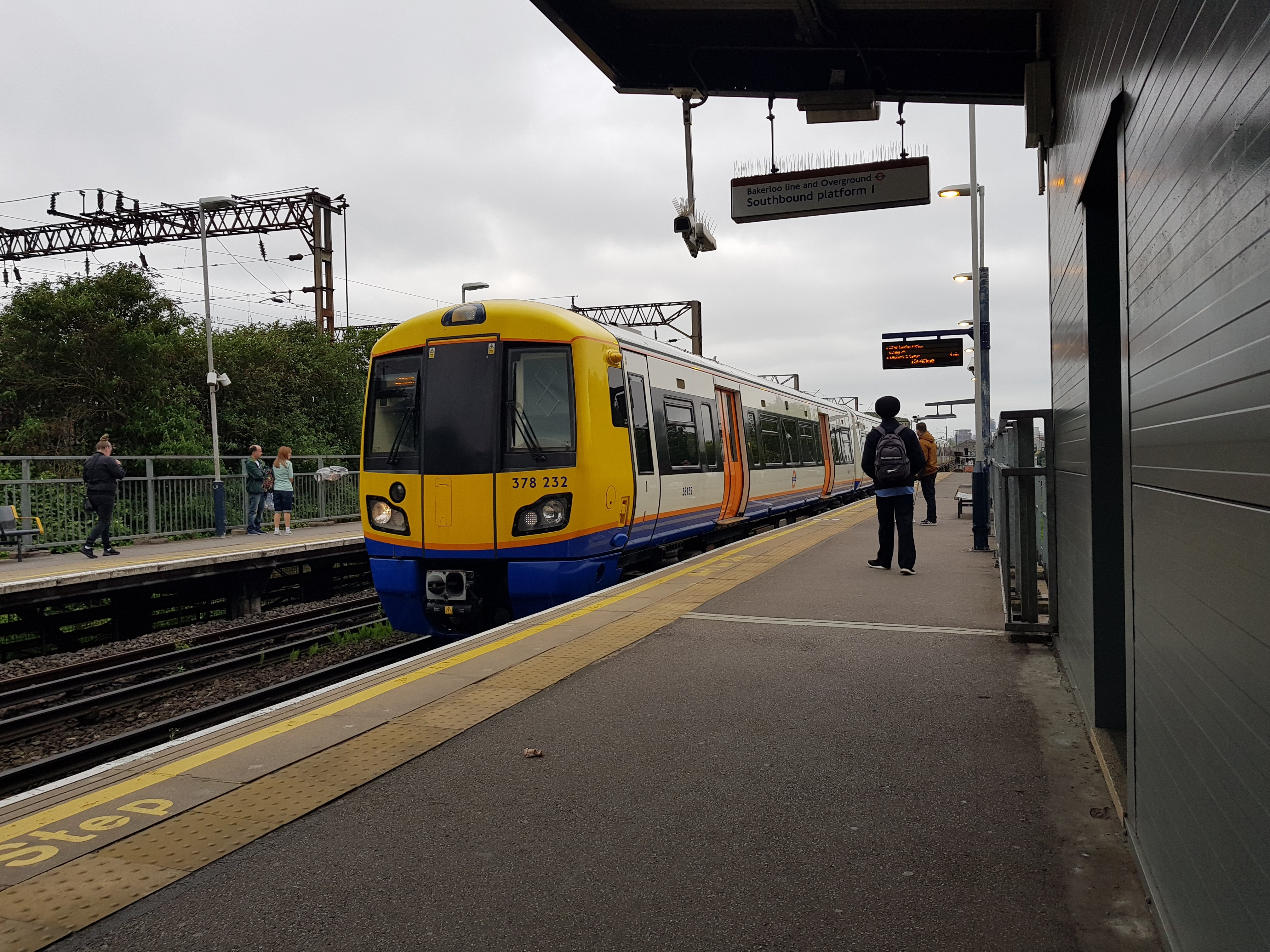

### Intermodalité
Elle est en correspondance avec la station Stonebridge Park de la ligne Bakerloo du métro de Londres dont les rames utilisent les mêmes voies et quais que les trains du London Overground.
La gare est desservie par des lignes des autobus de Londres : 112 et 440.